# Museo (película)
Museo es una película mexicana de bajo presupuesto de 2018, dirigida por Alonso Ruizpalacios. Obtuvo el Oso de plata al Mejor Guion en la 68 edición del Festival Internacional de Cine de Berlín.
La película está basada en un hecho real ocurrido en diciembre de 1985.

## Sinopsis
Dos estudiantes de veterinaria Juan Nuñez (Gael García Bernal) y Benjamín Wilson (Leonardo Ortizgris), planean un atrevido golpe: penetrar en el Museo Nacional de Antropología en la Ciudad de México y robar piezas mayas, mixtecas y zapotecas, en particular la máscara funeraria de Pakal. Mientras sus familias celebran la Navidad de 1985, realizan el robo, todo se desarrolla sin problemas y regresan a casa con el botín, miran las noticias y como narra el robo como un ataque a todo el país se dan cuenta de la gravedad del acto.

## Reparto
- Gael García Bernal como Juan Núñez.
- Leonardo Ortizgris como Benjamín Wilson.
- Simon Russell Beale como Frank Graves.
- Ilse Salas como Silvia Núñez.
- Lynn Gilmartin como Gemma.
- Alfredo Castro como Dr. Núñez
- Leticia Brédice como Sherezada Ríos.

## Recepción crítica
En Metacritic, la película tiene una puntuación de 87 sobre 100, basada en opiniones de 6 críticos.